# Осташ Ігор Іванович
Іго́р Іва́нович О́сташ (нар. 4 серпня 1959, Дуліби) — український політик та дипломат. Надзвичайний і Повноважний Посол України в Лівані (2016—2022).

## Освіта
Львівський університет ім. Франка (1977–1982), філолог-славіст. Київський національний університет ім. Шевченка (1994–1998), «Правознавство».
Кандидат філософських наук (з 1986).
Знає англійську, французьку, чеську, словацьку, польську, сербську та хорватську мови.

## Трудова діяльність
У 1982 — 1985 рр. — аспірант Інституту мовознавства Національної Академії наук України.
У 1983 — 1988 рр. — старший науковий співробітник, молодший науковий співробітник Інституту мовознавства Національної Академії наук України.
У 1988 — 1991 рр. — науковий секретар відділення літератури, мов та мистецтва Національної Академії наук України.
У 1991 — 1994 рр. — директор Міжнародної школи україністики Національної Академії наук України.
Пропрацював у Верховній Раді України 12 років — з 1994 до 2006 року.
3 1994 до 1998 року — завідувач секретаріату Комітету в закордонних справах Верховної Ради України.
З 1998 до 1999 року — голова підкомітету з питань міжнародних договорів Комітету у закордонних справах Верховної Ради України.
У парламенті України очолював комітет в закордонних справах з 1999 до 2002 року, був віцепрезидентом ОБСЄ з 1999 до 2005 року.
Під час конфлікту щодо острова Тузла очолював парламентську ТСК щодо забезпечення парламентського контролю за режимом державного кордону України в районі острова Коса Тузла (2003).
11 вересня 2006 року був призначений Послом України до Канади, де працював до 16 червня 2011 року.
З 23 серпня 2016 до 24 червня 2022 року — Посол України в Лівані.

## Родина
Одружений з Мариною Гримич, пара має дочку Наталію та сина Данила.